# Ligny-le-Châtel
Ligny-le-Châtel är en kommun i departementet Yonne i regionen Bourgogne-Franche-Comté i norra Frankrike. Kommunen ligger i kantonen Ligny-le-Châtel som tillhör arrondissementet Auxerre. År 2022 hade Ligny-le-Châtel 1 211 invånare.

## Befolkningsutveckling
Antalet invånare i kommunen Ligny-le-Châtel
| Referens: INSEE |